# Dick Helander

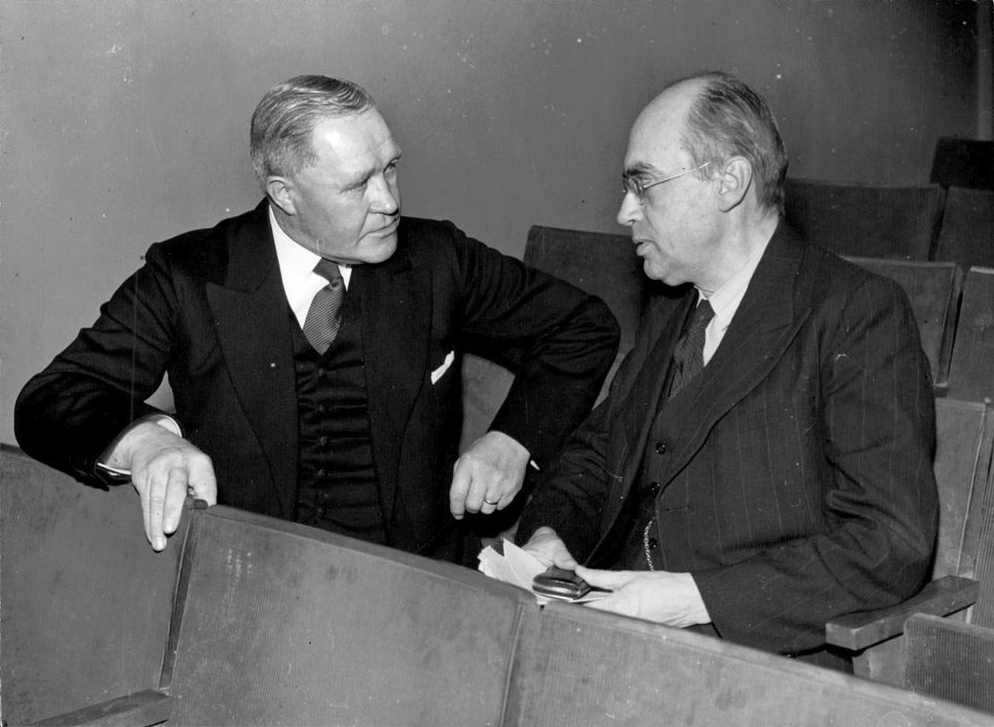
Dick Helander (rechts) 1947 im Gespräch mit Gottfrid Jansson

Dick Adolf Viktor Helander (* 23. Juni 1896 in Nyköping; † 14. August 1978 in Göteborg) war ein schwedischer lutherischer Theologe und Geistlicher. Von 1953 bis 1954 war er Bischof im Bistum Strängnäs; er wurde dann in einem vielbeachteten Prozess abgesetzt.

## Leben
Helander war ein Sohn des Konsuls Adolf Helander und ein Bruder des Wirtschaftswissenschaftlers Sven Helander. Nachdem er 1915 das Abitur in Örebro abgelegt hatte, studierte er an den Universitäten Uppsala und Göteborg. Er legte 1920 das theologische Kandidatenexamen ab. 1923 und 1926 erwarb er das theologische und das philosophische Lizenziat. Er arbeitete nach seiner Ordination im Jahr 1923 in verschiedenen Stellen im Bistum Lund, bis er 1931 zum Dozenten für Praktische Theologie an die Universität Lund berufen wurde. 1936 wurde er Leiter der Diakonieanstalt Ersta in Stockholm. Von 1941 bis 1952 hatte er die Professur für Praktische Theologie und Kirchenrecht an der Universität Uppsala inne. Sein Forschungsschwerpunkt waren die liturgischen Bücher des 19. und 20. Jahrhunderts.
Nachdem er seit 1937 schon dreimal auf Vorschlagslisten für ein Bischofsamt gesetzt worden war, erhielt er bei der Bischofswahl in Strängnäs im Oktober 1952 zwar nicht die meisten Stimmen, wurde aber im Dezember 1952 von der Regierung zum Bischof ernannt. Er trat am 1. Januar 1953 sein Amt an und wurde am 22. März 1953 durch Erzbischof Yngve Brilioth geweiht. Bald wurde er jedoch beschuldigt, der Urheber einer großen Menge von anonymen Briefen gewesen zu sein, die vor der Bischofswahl an die wahlberechtigten Pfarrer des Bistums geschickt worden waren und in denen seine Gegenkandidaten in ehrrühriger Weise herabgesetzt worden waren. Helander wurde, obwohl er zeit seines Lebens die Vorwürfe bestritt, in einem Indizienprozess im Dezember 1953 wegen Diffamierung (förtal) verurteilt. Svea hovrätt bestätigte das Urteil im Jahr 1954, wogegen der oberste Gerichtshof zunächst keine Revision zuließ. Helander wurde daraufhin als Bischof abgesetzt. In einer vom obersten Gerichtshof 1961 angeordneten Wiederaufnahme hielt Svea hovrätt 1964 am Schuldspruch fest, hob aber die Absetzung auf. Da Helander jedoch schon das Pensionsalter erreicht hatte, wurde er nicht erneut in sein Amt eingesetzt, sondern erhielt nur eine Nachzahlung des Gehalts.

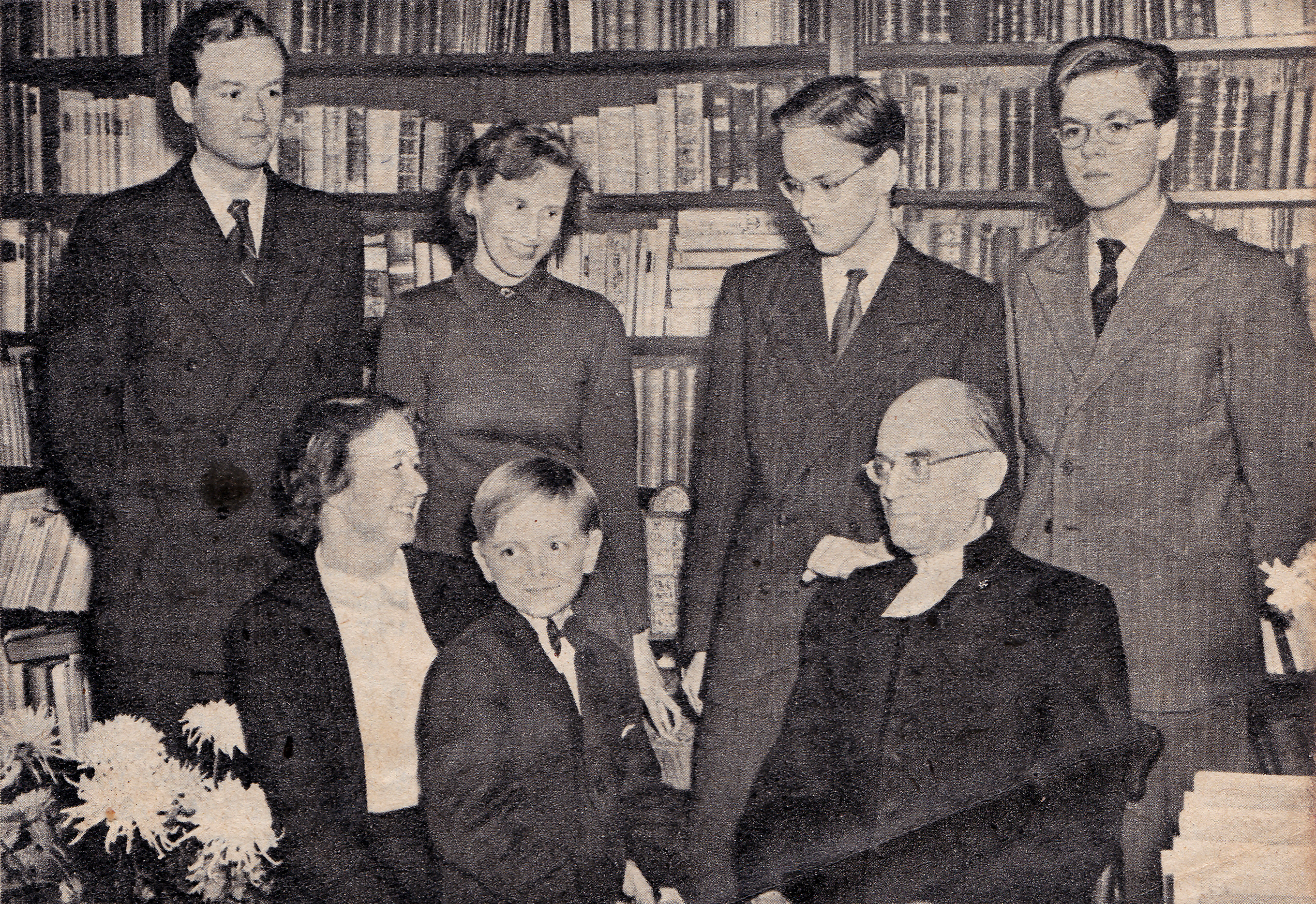
Helander im Kreis seiner Familie, 1954

Die sogenannte Helanderaffäre war einer der meistdiskutierten Kriminalfälle der 1950er Jahre in Schweden. Neben der Sicherung von Fingerabdrücken, die sich auf dem Papier fanden, und Untersuchungen an Schreibmaschinen, zu denen Helander Zugang hatte, spielten bei den Urteilen auch linguistische Analysen der Brieftexte (Stilometrie) eine Rolle – damals noch eine ganz neue Methode. Der norwegische Journalist und Schriftsteller Axel Kielland nahm den Fall 1955 als Grundlage für sein erfolgreiches Schauspiel Herren og hans tjenere – „Der Herr und seine Diener“, das 1959 von Arne Skouen unter demselben Titel verfilmt wurde (mit Claes Gill in der Hauptrolle).
Helander verbrachte seinen Ruhestand in Göteborg, wo er 1978 an den Folgen einer Kollision mit einer Straßenbahn starb. Er war seit 1924 mit Anna Maria Eugenia, geb. Pettersson (1900–1986), einer studierten Theologin, verheiratet. Gemeinsam hatten sie fünf Söhne.

## Schriften (Auswahl)
- Johann Tauler als Prediger. Almqvist & Wiksell, 1923 (zugleich Dissertation, Universität Lund).
- Kant och hans samtids kyrkliga problem. Gleerup, Lund 1926.
- John Bunyan och Kristens resa. Svenska Kyrkans Diakonistyrelses Bokförlag, Stockholm 1928.
- Kyrkolagsförslaget 1873. Gleerup, Lund 1931.
- Bönbok – Stora bedjares böner. Diakonistyrelse, Stockholm 1932; 12. Auflage 1961.
- Den liturgiska utvecklingen i Sverige under 1800-talet. Zwei Bände. Gleerup, Lund 1934/1939.
- Kyrkans texter. Tillkomsten av 1862 års texter. Svenska Kyrkans Diakonistyrelses Bokförlag, Stockholm 1938.
- Handbok vid jordfästning. Svenska Kyrkans Diakonistyrelses Bokförlag, Stockholm 1944.
- Handbok för kyrkliga förrättningar. Svenska Kyrkans Diakonistyrelses Bokförlag, Stockholm 1942.
- Nattvardsbok. Svenska Kyrkans Diakonistyrelses Bokförlag, Stockholm 1945; 4. Auflage 1953.
- Svensk psalmhistoria. Svenska Kyrkans Diakonistyrelses Bokförlag, Stockholm 1946.
- Den Lindblomska katekesen. Svenska Kyrkans Diakonistyrelses Bokförlag, Stockholm 1947.
- Kristna symboler. En orientering. Svenska Kyrkans Diakonistyrelses Bokförlag, Stockholm 1949; 2. Auflage 1951.
- Herdabrev till Strängnäs stift. Svenska Kyrkans Diakonistyrelses Bokförlag, Stockholm 1953.
- I domkyrkans skugga. Bonnier, Stockholm 1955.
- Oskyldigt dömd. Bonnier, Stockholm 1957.